# Gräfinau-Angstedt
Gräfinau-Angstedt is een dorp in de Duitse gemeente Ilmenau in Thüringen. De gemeente maakt deel uit van het Ilm-Kreis. Beide kernen van het dorp worden voor het eerst vermeld in een oorkonde uit 1282.

## Geschiedenis
In 1994 fuseerde het dorp met de gemeenten Wümbach en Bücheloh tot Wolfsberg waarvan Gräfinau-Angstedt de bestuurszetel was tot deze op 6 juli 2018 opging in de gemeente Ilmenau.
Bücheloh · Frauenwald · Gehren · Gräfinau-Angstedt · Heyda · Ilmenau · Jesuborn · Langewiesen · Manebach · Möhrenbach · Oehrenstock · Oberpörlitz · Pennewitz · Roda · Stützerbach · Unterpörlitz · Wümbach